# Championnat du monde masculin de volley-ball des moins de 19 ans 2009
Navigation
Mexique 2007 2011
Le 11e Championnat du monde masculin de volley-ball des moins de 19 ans, organisé à Bassano del Grappa et Jesolo, en Vénétie (Italie), s'est déroulé du 28 août au 6 septembre 2009.

## Équipes présentes
| - Italie (Organisateur) - France (1er du Championnat d'Europe 2009) - Serbie (2e du Championnat d'Europe 2009) - Russie (3e du Championnat d'Europe 2009) - Pologne (4e du Championnat d'Europe 2009) - Espagne (5e du Championnat d'Europe 2009) | - Iran (Tenant du titre) - Japon (2e Championnat d'Asie et d'Océanie) - Inde (3e Championnat d'Asie et d'Océanie) ) - États-Unis (1er Championnat d'Amérique du Nord) - Porto Rico (2e Championnat d'Amérique du Nord) | - Tunisie (1er Championnat d'Afrique) - Égypte (2e Championnat d'Afrique) - Algérie (3e Championnat d'Afrique) - Argentine (1er Championnat d'Amérique du Sud) - Brésil (2e Championnat d'Amérique du Sud) |

## Compétition

### Premier tour

#### Composition des groupes
| Poule A                                                    | Poule B                                    | Poule C                                                    | Poule D                                  |
| ---------------------------------------------------------- | ------------------------------------------ | ---------------------------------------------------------- | ---------------------------------------- |
| Site : Bassano del Grappa Italie Tunisie Porto Rico Égypte | Site : Jesolo Iran États-Unis Serbie Japon | Site : Bassano del Grappa Argentine France Espagne Algérie | Site : Jesolo Brésil Russie Pologne Inde |

#### Poule A
| No | Équipe     | Points | Matches | Matches | Matches | Points | Points | Points | Sets | Sets   | Sets  |
| No | Équipe     | Points | joués   | gagnés  | perdus  | pour   | contre | Ratio  | pour | contre | Ratio |
| -- | ---------- | ------ | ------- | ------- | ------- | ------ | ------ | ------ | ---- | ------ | ----- |
| 1  | Italie     | 6      | 3       | 3       | 0       | 296    | 260    | 1.138  | 9    | 4      | 2.250 |
| 2  | Tunisie    | 5      | 3       | 2       | 1       | 293    | 264    | 1.110  | 8    | 5      | 1.600 |
| 3  | Porto Rico | 4      | 3       | 1       | 2       | 245    | 277    | 0.884  | 5    | 7      | 0.714 |
| 4  | Égypte     | 3      | 3       | 0       | 3       | 252    | 285    | 0.884  | 3    | 9      | 0.333 |

#### Poule B
| No | Équipe     | Points | Matches | Matches | Matches | Points | Points | Points | Sets | Sets   | Sets  |
| No | Équipe     | Points | joués   | gagnés  | perdus  | pour   | contre | Ratio  | pour | contre | Ratio |
| -- | ---------- | ------ | ------- | ------- | ------- | ------ | ------ | ------ | ---- | ------ | ----- |
| 1  | Iran       | 5      | 3       | 2       | 1       | 259    | 225    | 1.151  | 7    | 4      | 1.750 |
| 2  | Serbie     | 5      | 3       | 2       | 1       | 238    | 229    | 1.039  | 6    | 5      | 1.200 |
| 3  | États-Unis | 5      | 3       | 2       | 1       | 239    | 254    | 0.941  | 6    | 5      | 1.200 |
| 4  | Japon      | 3      | 3       | 0       | 3       | 271    | 299    | 0.906  | 4    | 9      | 0.444 |

#### Poule C
| No | Équipe    | Points | Matches | Matches | Matches | Points | Points | Points | Sets | Sets   | Sets  |
| No | Équipe    | Points | joués   | gagnés  | perdus  | pour   | contre | Ratio  | pour | contre | Ratio |
| -- | --------- | ------ | ------- | ------- | ------- | ------ | ------ | ------ | ---- | ------ | ----- |
| 1  | Argentine | 6      | 3       | 3       | 0       | 284    | 251    | 1.131  | 9    | 3      | 3.000 |
| 2  | Espagne   | 5      | 3       | 2       | 1       | 245    | 204    | 1.201  | 7    | 3      | 2.333 |
| 3  | France    | 4      | 3       | 1       | 2       | 248    | 259    | 0.958  | 5    | 7      | 0.714 |
| 4  | Algérie   | 3      | 3       | 0       | 3       | 190    | 253    | 0.751  | 1    | 9      | 0.111 |

#### Poule D
| No | Équipe  | Points | Matches | Matches | Matches | Points | Points | Points | Sets | Sets   | Sets  |
| No | Équipe  | Points | joués   | gagnés  | perdus  | pour   | contre | Ratio  | pour | contre | Ratio |
| -- | ------- | ------ | ------- | ------- | ------- | ------ | ------ | ------ | ---- | ------ | ----- |
| 1  | Russie  | 6      | 3       | 3       | 0       | 246    | 198    | 1.242  | 9    | 1      | 9.000 |
| 2  | Inde    | 5      | 3       | 2       | 1       | 258    | 289    | 0.893  | 6    | 7      | 0.857 |
| 3  | Brésil  | 4      | 3       | 1       | 2       | 276    | 269    | 1.026  | 5    | 7      | 0.714 |
| 4  | Pologne | 3      | 3       | 0       | 3       | 273    | 297    | 0.919  | 4    | 9      | 0.444 |

### Deuxième tour

#### Composition des groupes
| Poule E                                    | Poule F                                   | Poule G                                                   | Poule H                                                    |
| ------------------------------------------ | ----------------------------------------- | --------------------------------------------------------- | ---------------------------------------------------------- |
| Site : Jesolo Argentine Italie Serbie Inde | Site : Jesolo Russie Iran Espagne Tunisie | Site : Bassano del Grappa France Porto Rico Japon Pologne | Site : Bassano del Grappa États-Unis Brésil Égypte Algérie |

#### Places 1 à 8

##### Poule E
| No | Équipe    | Points | Matches | Matches | Matches | Sets | Sets   | Sets  | Points | Points | Points |
| No | Équipe    | Points | joués   | gagnés  | perdus  | pour | contre | Ratio | pour   | contre | Ratio  |
| -- | --------- | ------ | ------- | ------- | ------- | ---- | ------ | ----- | ------ | ------ | ------ |
| 1  | Serbie    | 5      | 3       | 2       | 1       | 254  | 221    | 1.149 | 8      | 3      | 2.667  |
| 2  | Argentine | 5      | 3       | 2       | 1       | 310  | 305    | 1.016 | 8      | 7      | 1.143  |
| 3  | Inde      | 4      | 3       | 1       | 2       | 248  | 265    | 0.936 | 5      | 7      | 0.714  |
| 4  | Italie    | 4      | 3       | 1       | 2       | 246  | 267    | 0.921 | 4      | 8      | 0.500  |

##### Poule F
| No | Équipe  | Points | Matches | Matches | Matches | Sets | Sets   | Sets  | Points | Points | Points |
| No | Équipe  | Points | joués   | gagnés  | perdus  | pour | contre | Ratio | pour   | contre | Ratio  |
| -- | ------- | ------ | ------- | ------- | ------- | ---- | ------ | ----- | ------ | ------ | ------ |
| 1  | Iran    | 6      | 3       | 3       | 0       | 263  | 200    | 1.315 | 9      | 2      | 4.500  |
| 2  | Russie  | 5      | 3       | 2       | 1       | 227  | 218    | 1.041 | 6      | 4      | 1.500  |
| 3  | Tunisie | 4      | 3       | 1       | 2       | 231  | 279    | 0.828 | 4      | 8      | 0.500  |
| 4  | Espagne | 3      | 3       | 0       | 3       | 267  | 291    | 0.918 | 4      | 9      | 0.444  |

#### Places 9 à 16

##### Poule G
| No | Équipe     | Points | Matches | Matches | Matches | Sets | Sets   | Sets  | Points | Points | Points |
| No | Équipe     | Points | joués   | gagnés  | perdus  | pour | contre | Ratio | pour   | contre | Ratio  |
| -- | ---------- | ------ | ------- | ------- | ------- | ---- | ------ | ----- | ------ | ------ | ------ |
| 1  | Pologne    | 5      | 3       | 2       | 1       | 275  | 240    | 1.146 | 8      | 4      | 2.000  |
| 2  | France     | 5      | 3       | 2       | 1       | 259  | 258    | 1.004 | 6      | 6      | 1.000  |
| 3  | Japon      | 4      | 3       | 1       | 2       | 271  | 261    | 1.038 | 6      | 6      | 1.000  |
| 4  | Porto Rico | 4      | 3       | 1       | 2       | 234  | 280    | 0.836 | 4      | 8      | 0.500  |

##### Poule H
| No | Équipe     | Points | Matches | Matches | Matches | Sets | Sets   | Sets  | Points | Points | Points |
| No | Équipe     | Points | joués   | gagnés  | perdus  | pour | contre | Ratio | pour   | contre | Ratio  |
| -- | ---------- | ------ | ------- | ------- | ------- | ---- | ------ | ----- | ------ | ------ | ------ |
| 1  | Brésil     | 6      | 3       | 3       | 0       | 269  | 233    | 1.155 | 9      | 2      | 4.500  |
| 2  | États-Unis | 5      | 3       | 2       | 1       | 276  | 242    | 1.140 | 7      | 5      | 1.400  |
| 3  | Égypte     | 4      | 3       | 1       | 2       | 192  | 209    | 0.919 | 3      | 6      | 0.500  |
| 4  | Algérie    | 3      | 3       | 0       | 3       | 226  | 279    | 0.810 | 3      | 9      | 0.333  |

### Phase finale

#### Places 13 à 16
|  | Tour de classement                | Tour de classement          |           |   | 13e place                         | 13e place                         |
|  | Tour de classement                | Tour de classement          |           |   | 13e place                         | 13e place                         |
|  |                                   |                             |           |   |                                   |                                   |
|  | 4.09.09 (26-24 33-31 25-12)       | 4.09.09 (26-24 33-31 25-12) |           |   | 5.09.09 (22-25 25-18 22-25 20-25) | 5.09.09 (22-25 25-18 22-25 20-25) |
|  | 4.09.09 (26-24 33-31 25-12)       | 4.09.09 (26-24 33-31 25-12) |           |   | 5.09.09 (22-25 25-18 22-25 20-25) | 5.09.09 (22-25 25-18 22-25 20-25) |
|  | Japon                             | 3                           |           |   | 5.09.09 (22-25 25-18 22-25 20-25) | 5.09.09 (22-25 25-18 22-25 20-25) |
|  | Japon                             | 3                           |           |   | 5.09.09 (22-25 25-18 22-25 20-25) | 5.09.09 (22-25 25-18 22-25 20-25) |
|  | Algérie                           | 0                           |           |   | 5.09.09 (22-25 25-18 22-25 20-25) | 5.09.09 (22-25 25-18 22-25 20-25) |
|  | Algérie                           | 0                           | Japon     | 1 |                                   |                                   |
|  | 4.09.09 (25-15 25-22 22-25 25-21) |                             | Japon     | 1 |                                   |                                   |
|  |                                   | Égypte                      | 3         |   |                                   |                                   |
|  | Égypte                            | Égypte                      | 3         | 3 |                                   |                                   |
|  | Égypte                            |                             |           | 3 |                                   |                                   |
|  | Porto Rico                        | 1                           |           |   |                                   |                                   |
|  | Porto Rico                        | 1                           | 15e place |   |                                   |                                   |
|  |                                   |                             |           |   |                                   |                                   |
|  | 5.09.09 (23-25 20-25 22-25)       |                             |           |   |                                   |                                   |
|  |                                   |                             |           |   |                                   |                                   |
|  | Algérie                           | 0                           |           |   |                                   |                                   |
|  | Algérie                           | 0                           |           |   |                                   |                                   |
|  | Porto Rico                        | 3                           |           |   |                                   |                                   |
|  | Porto Rico                        | 3                           |           |   |                                   |                                   |

#### Places 9 à 12
|  | Tour de classement                     | Tour de classement          |            |   | 9e place                          | 9e place                          |
|  | Tour de classement                     | Tour de classement          |            |   | 9e place                          | 9e place                          |
|  |                                        |                             |            |   |                                   |                                   |
|  | 4.09.09 (22-25 18-25 17-25)            | 4.09.09 (22-25 18-25 17-25) |            |   | 5.09.09 (25-27 19-25 27-25 19-25) | 5.09.09 (25-27 19-25 27-25 19-25) |
|  | 4.09.09 (22-25 18-25 17-25)            | 4.09.09 (22-25 18-25 17-25) |            |   | 5.09.09 (25-27 19-25 27-25 19-25) | 5.09.09 (25-27 19-25 27-25 19-25) |
|  | Pologne                                | 0                           |            |   | 5.09.09 (25-27 19-25 27-25 19-25) | 5.09.09 (25-27 19-25 27-25 19-25) |
|  | Pologne                                | 0                           |            |   | 5.09.09 (25-27 19-25 27-25 19-25) | 5.09.09 (25-27 19-25 27-25 19-25) |
|  | États-Unis                             | 3                           |            |   | 5.09.09 (25-27 19-25 27-25 19-25) | 5.09.09 (25-27 19-25 27-25 19-25) |
|  | États-Unis                             | 3                           | États-Unis | 1 |                                   |                                   |
|  | 4.09.09 (22-25 25-16 25-13 25-15)      |                             | États-Unis | 1 |                                   |                                   |
|  |                                        | Brésil                      | 3          |   |                                   |                                   |
|  | Brésil                                 | Brésil                      | 3          | 3 |                                   |                                   |
|  | Brésil                                 |                             |            | 3 |                                   |                                   |
|  | France                                 | 1                           |            |   |                                   |                                   |
|  | France                                 | 1                           | 11e place  |   |                                   |                                   |
|  |                                        |                             |            |   |                                   |                                   |
|  | 5.09.09 (25-21 20-25 12-25 25-19 15-8) |                             |            |   |                                   |                                   |
|  |                                        |                             |            |   |                                   |                                   |
|  | Pologne                                | 3                           |            |   |                                   |                                   |
|  | Pologne                                | 3                           |            |   |                                   |                                   |
|  | France                                 | 2                           |            |   |                                   |                                   |
|  | France                                 | 2                           |            |   |                                   |                                   |

#### Places 5 à 8
|  | Tour de classement                      | Tour de classement                      |          |   | 5e place                          | 5e place                          |
|  | Tour de classement                      | Tour de classement                      |          |   | 5e place                          | 5e place                          |
|  |                                         |                                         |          |   |                                   |                                   |
|  | 5.09.09 (21-25 19-25 25-21 25-16 11-15) | 5.09.09 (21-25 19-25 25-21 25-16 11-15) |          |   | 6.09.09 (25-15 25-15 23-25 25-18) | 6.09.09 (25-15 25-15 23-25 25-18) |
|  | 5.09.09 (21-25 19-25 25-21 25-16 11-15) | 5.09.09 (21-25 19-25 25-21 25-16 11-15) |          |   | 6.09.09 (25-15 25-15 23-25 25-18) | 6.09.09 (25-15 25-15 23-25 25-18) |
|  | Inde                                    | 2                                       |          |   | 6.09.09 (25-15 25-15 23-25 25-18) | 6.09.09 (25-15 25-15 23-25 25-18) |
|  | Inde                                    | 2                                       |          |   | 6.09.09 (25-15 25-15 23-25 25-18) | 6.09.09 (25-15 25-15 23-25 25-18) |
|  | Espagne                                 | 3                                       |          |   | 6.09.09 (25-15 25-15 23-25 25-18) | 6.09.09 (25-15 25-15 23-25 25-18) |
|  | Espagne                                 | 3                                       | Espagne  | 3 |                                   |                                   |
|  | 5.09.09 (24-26 25-20 25-18 25-15)       |                                         | Espagne  | 3 |                                   |                                   |
|  |                                         | Tunisie                                 | 1        |   |                                   |                                   |
|  | Tunisie                                 | Tunisie                                 | 1        | 3 |                                   |                                   |
|  | Tunisie                                 |                                         |          | 3 |                                   |                                   |
|  | Italie                                  | 1                                       |          |   |                                   |                                   |
|  | Italie                                  | 1                                       | 7e place |   |                                   |                                   |
|  |                                         |                                         |          |   |                                   |                                   |
|  | 6.09.09 (26-28 25-23 25-21 25-16)       |                                         |          |   |                                   |                                   |
|  |                                         |                                         |          |   |                                   |                                   |
|  | Inde                                    | 3                                       |          |   |                                   |                                   |
|  | Inde                                    | 3                                       |          |   |                                   |                                   |
|  | Italie                                  | 1                                       |          |   |                                   |                                   |
|  | Italie                                  | 1                                       |          |   |                                   |                                   |

#### Places 1 à 4
|  | Demi-finales                | Demi-finales                |                        |   | Finale                                  | Finale                                  |
|  | Demi-finales                | Demi-finales                |                        |   | Finale                                  | Finale                                  |
|  |                             |                             |                        |   |                                         |                                         |
|  | 5.09.09 (25-20 25-22 25-22) | 5.09.09 (25-20 25-22 25-22) |                        |   | 6.09.09 (25-22 20-25 17-25 25-20 15-11) | 6.09.09 (25-22 20-25 17-25 25-20 15-11) |
|  | 5.09.09 (25-20 25-22 25-22) | 5.09.09 (25-20 25-22 25-22) |                        |   | 6.09.09 (25-22 20-25 17-25 25-20 15-11) | 6.09.09 (25-22 20-25 17-25 25-20 15-11) |
|  | Serbie                      | 3                           |                        |   | 6.09.09 (25-22 20-25 17-25 25-20 15-11) | 6.09.09 (25-22 20-25 17-25 25-20 15-11) |
|  | Serbie                      | 3                           |                        |   | 6.09.09 (25-22 20-25 17-25 25-20 15-11) | 6.09.09 (25-22 20-25 17-25 25-20 15-11) |
|  | Russie                      | 0                           |                        |   | 6.09.09 (25-22 20-25 17-25 25-20 15-11) | 6.09.09 (25-22 20-25 17-25 25-20 15-11) |
|  | Russie                      | 0                           | Serbie                 | 3 |                                         |                                         |
|  | 5.09.09 (25-18 25-23 25-22) |                             | Serbie                 | 3 |                                         |                                         |
|  |                             | Iran                        | 2                      |   |                                         |                                         |
|  | Iran                        | Iran                        | 2                      | 3 |                                         |                                         |
|  | Iran                        |                             |                        | 3 |                                         |                                         |
|  | Argentine                   | 0                           |                        |   |                                         |                                         |
|  | Argentine                   | 0                           | Match pour la 3e place |   |                                         |                                         |
|  |                             |                             |                        |   |                                         |                                         |
|  | 6.09.09 (22-25 28-30 22-25) |                             |                        |   |                                         |                                         |
|  |                             |                             |                        |   |                                         |                                         |
|  | Russie                      | 0                           |                        |   |                                         |                                         |
|  | Russie                      | 0                           |                        |   |                                         |                                         |
|  | Argentine                   | 3                           |                        |   |                                         |                                         |
|  | Argentine                   | 3                           |                        |   |                                         |                                         |

## Distinctions
- MVP : Aleksandar Atanasijević
- Meilleur marqueur : Luca Vettori
- Meilleur attaquant : Masahiro Yanagida
- Meilleur contreur : Sebastian Sole
- Meilleur serveur : Ahmed Amir Kerboua
- Meilleur passeur : Ahmed El Sayed
- Meilleur libero : Antoni Llabres

## Classement final
| Place              | Équipe     |
| ------------------ | ---------- |
| Médaille d'or      | Serbie     |
| Médaille d'argent  | Iran       |
| Médaille de bronze | Argentine  |
| 4                  | Russie     |
| 5                  | Espagne    |
| 6                  | Tunisie    |
| 7                  | Inde       |
| 8                  | Italie     |
| 9                  | Brésil     |
| 10                 | États-Unis |
| 11                 | Pologne    |
| 12                 | France     |
| 13                 | Égypte     |
| 14                 | Japon      |
| 15                 | Porto Rico |
| 16                 | Algérie    |